# Olympic Ayres
Олимпик Эйрес (англ. Olympic Ayres) — австралийский дуэт, образованный в Сиднее в 2006 году (Olympic Ayres — изменённое название греческой авиакомпании Olympic Airlines) участниками kamaliza (Камализа Саламба) и mmiiddii (Натан Мифсуд).

## Карьера
Запись композиций дуэт начал в 2010 году, в 2012 году вышел первый альбом коллектива, первая часть — под названием «Episode I» (в 2011 году), а через год следующая часть — «Episode II». Рок-музыкант Билли Корган выступил в роли главного продюсера.
В 2013 году вышел сингл Magic, клип набрал более 8 миллионов просмотров на YouTube, а сама композиция стала официальным саундтреком компьютерной игры FIFA 14.

## Дискография
| Год  | Название    | Композиции                                                                          |
| ---- | ----------- | ----------------------------------------------------------------------------------- |
| 2011 | Episode I   | - Black & Blue - Daylight - Casa Del                                                |
| 2012 | Episode II  | - The View - River Song - Lose You                                                  |
| 2014 | Leisureplex | - Take Flight - We Can Learn - Sunshine - Control - Say My Name - We Can’t Get Away |
| 2018 | Episode III | - Magic - Orchid - Girl                                                             |

| Год  | Название    |
| ---- | ----------- |
| 2013 | Magic       |
| 2014 | Take Flight |
| 2014 | Control     |
| 2019 | Waiting     |
| 2020 | Planet Us   |